# Chór Kameralny Collegium Posnaniense
Chór Kameralny Collegium Posnaniense – chór kameralny, mieszany Towarzystwa Muzycznego Collegium Posnaniense, powstały w 1983. 
Wykonywana muzyka: a capella, muzyka dawna i współczesna, z towarzyszeniem organów lub orkiestry.
Osiągnięcia i nagrody: 
- Festiwal Legnica Cantat - Grand Prix (1987),
- Festiwal w Pradze - srebrny medal w kategorii chórów kameralnych (1989).